# فرانسوا ليوتار
فرانسوا ليوتار(بالفرنسية: François Léotard)، هو سياسي فرنسي وُلد في 26 مارس 1942 في مدينة كان التابعة لإقليم الألب البحرية في فرنسا، وتوفي في 25 أبريل 2023 في فريجوس.
كان نائبًا عن منطقة فار وعمدة فريجوس لمدة تقارب عشرين عامًا، ووزير الثقافة والاتصال من 1986 إلى 1988 ووزير دولة، ووزير الدفاع من 1993 إلى 1995. ترأس الحزب الجمهوري ثم الاتحاد من أجل الديمقراطية الفرنسية من 1996 إلى 1998.
أُدين في عام 2004 بتحويل أموال عامة من ماتينيون في عام 1995 لتمويل تشكيلته السياسية الخاصة، الحزب الجمهوري. في عام 2021، حكمت عليه محكمة العدل الجمهورية بالسجن لمدة عامين مع وقف التنفيذ وغرامة قدرها 100,000 يورو بتهمة التواطؤ في إساءة استخدام الأصول الاجتماعية في إطار الشق المالي في قضية كراتشي.